# Derxena
Derxena is een geslacht van vlinders van de familie spanners (Geometridae), uit de onderfamilie Desmobathrinae.

## Soorten
- D. coelivagata Walker, 1866
- D. nivea Kirsch, 1877
- D. quadrinotata Thierry-Mieg, 1910